# Siggelkow
Siggelkow è un comune del Meclemburgo-Pomerania Anteriore, in Germania.
Appartiene al circondario di Ludwigslust-Parchim ed è amministrato dall'Amt Eldenburg Lübz.

## Geografia antropica

### Suddivisioni amministrative
Il comune di Siggelkow è suddiviso nelle frazioni di Siggelkow, Neuburg, Groß Pankow, Klein Pankow e Redlin.